# دیوید جورجینو
دیوید جورجینو (انگلیسی: Davide Giorgino؛ زادهٔ ۴ مهٔ ۱۹۸۵) بازیکن فوتبال اهل ایتالیا است.
از باشگاه‌هایی که در آن بازی کرده‌است می‌توان به ماترا کالچو، باشگاه فوتبال پارما، باشگاه فوتبال تریستیانا، و باشگاه فوتبال لچه اشاره کرد.